# Alyssum cuneifolium
Alyssum cuneifolium  es una especie de planta herbácea de la familia de las brasicáceas.

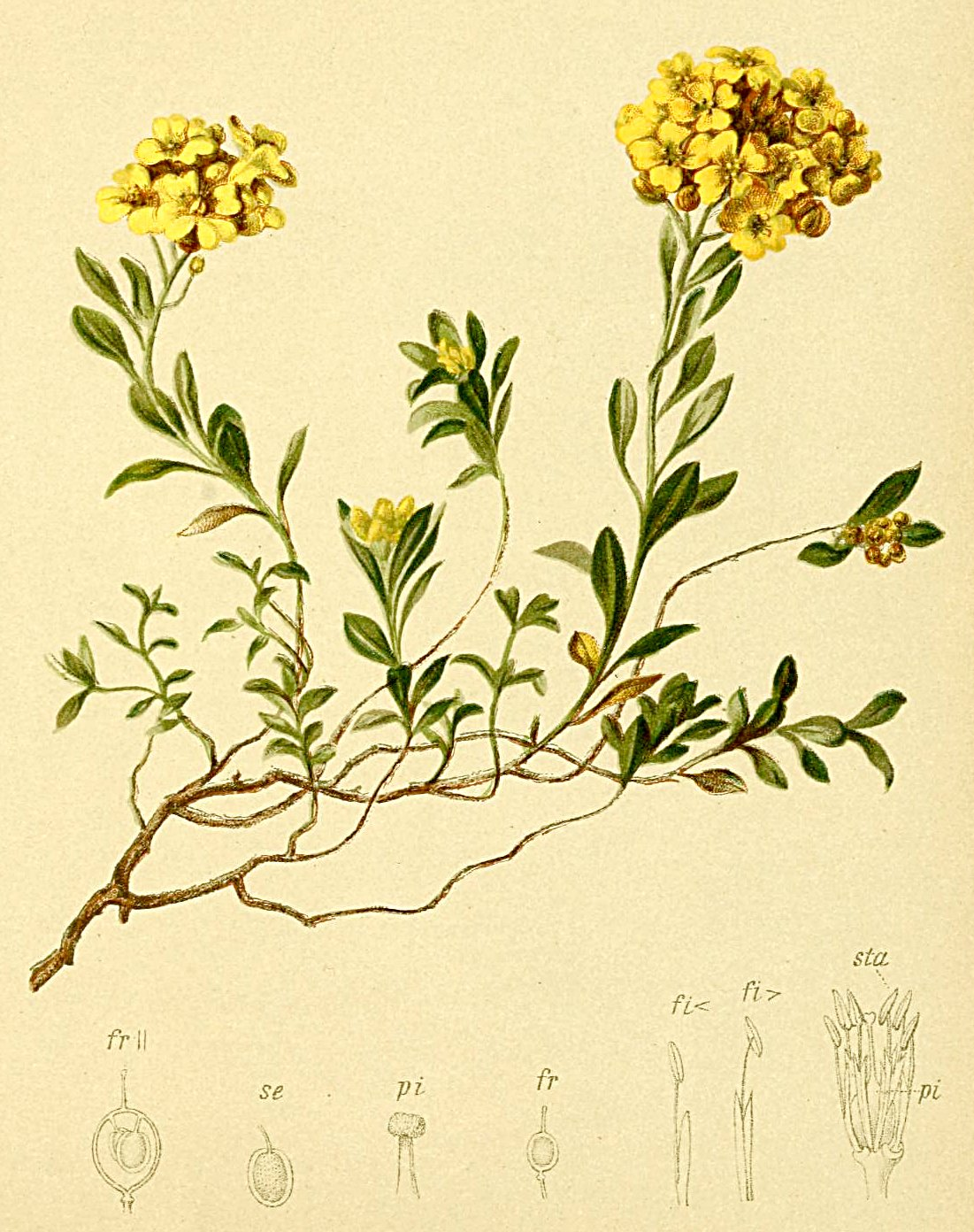
Ilustración

## Descripción
Es una pequeña hierba perenne que alcanza un tamaño de 5-15(20) cm de altura, de color verde o de un verde ceniciento. Cepa poco leñosa, con ramificaciones hipogeas –en substratos móviles–, con numerosas rosetas o ejes estériles. Hojas cubiertas de pelos estrellados, aplicados, los del envés con (10)14-16(20) radios; las caulinares inferiores, 7-9 × 3-4(6) mm, oblongoespatuladas, atenuadas en corto pecíolo; las superiores, 10-15 × 2(3) mm, linearoblongas. Tallos floríferos postrados. Racimos corimbiformes, que no se alargan durante la antesis y sí lo hacen, pero muy ligeramente, en la fructificación; los fructíferos, de   20(35) × 25-30 mm. Sépalos verdes, caducos, con pelos estrellados, aplicados, uniformes o con escasos pelos asimétricos en el ápice de los sépalos medianos. Pétalos 5-6 ×  2,5 mm, escotados, con pelos estrellados en la mitad inferior de la cara externa, amarillos. Estambres laterales con un apéndice entero, soldado a la base del filamento; los medianos débilmente alados, con un diente entero. Nectarios redondeados. Ovario pubescente, con 2 primordios por lóculo. Frutos 5-6 × 3,5-4 mm, elíptico-romboidales, con valvas pelosas; estilo 3-4 mm, con algunos pelos estrellados en la base. Semillas 1(2) por lóculo, 2,5- 2,8 × 1,7-2 mm, elípticas, marginadas, no mucilaginosas.

## Distribución y hábitat
Se encuentra en lugares pedregosos, canchales móviles, sobre substrato calcáreo o esquistoso; a una altitud de 2000-2800 metros en los Apeninos centrales, Alpes austro-occidentales y Pirineos.

## Taxonomía
Alyssum cuneifolium fue descrita por Michele Tenore y publicado en Flora Napolitana Prodr.: 37. 1811.
Citología
Número de cromosomas de Alyssum cuneifolium (Fam. Cruciferae) y táxones infraespecíficos: n=16
Etimología
Ver: Alyssum
cuneifolium: epíteto latíno compuesto que significa "con hojas ahusadas en la base".
Sinonimia
- Alyssum brigantiacum Jord. & Fourr.	[5]

Variedad
Alyssum cuneifolium subsp. corymbosum (Pau) Rivas Mart., Molero Mesa & Pérez Raya
- Alyssum diffusum var. corymbosum Pau
- Alyssum diffusum subsp. corymbosum (Pau) C.Morales, Roblez Cruz & Romero García
- Alyssum diffusum subsp. corymbosum Morales Torres, Robles Cruz & Romero Garcia
- Alyssum nevadense Wilmott ex P.W.Ball & Dudley